# 東京都現代美術館
東京都現代美術館（日语：／ Tōkyōto Gendai Bijutsukan）是位於日本東京都江東區三好四丁目木场公园的公立美術館，專門收藏展示現代美術的藝術品。根據指定管理者制度，東京都現代美術館由东京都历史文化财团集團（東京都歷史文化基金會、鹿島建物綜合管理、朝日啤酒的共同事業體）管理運營。因設施的大規模翻新工程，東京都現代美術館在2016年5月30日至2019年3月28日暫時關閉，自3月29日重新開放。

## 概要
東京都現代美術館地處東京都立木场公园的北側，開業於1995年3月。美術館以介紹現代美術和實現具國際視野的企劃為目標，主要藏品來自於東京都美術館收集的現代美術品。當時東京都美術館繼承了東京都美術館的約3,000件作品和58,000部書籍。現在的東京都現代美術館擁有超過5,500件藏品，圖書資料超過27萬冊。
東京都美術館每年舉辦6至8次特展，介紹日本國內外的最新美術動向。展示部分共有三層，面積合計約有4,000平方公尺。每層的天井高度不同，且中庭引入自然光，令空間亦成為重要的展覽要素。通常展覽則每次展示100至200件藏品。

## 主要藏品
東京都現代美術館收藏有安迪·沃荷在1967年創作的版畫《瑪麗蓮·夢露》。罗伊·利希滕斯坦在1965年創作的《髮帶少女》是東京都現代美術館收藏的另一著名波普藝術作品。東京都現代美術館收藏有吉岡德仁的《Honey-pop》、《Water Block》等作品，並舉辦過他的個展。

## 建築
東京都現代美術館的建築地上部分有三層，地下部分亦有三層；總樓面面積有33,515平方公尺，是日本最大的美術館建築；設計者是柳澤孝彥。因其交通不便，建築家磯崎新曾將東京都現代美術館和東京藝術劇場、東京都廳舍、江戶東京博物館、東京國際論壇並列為「東京五大粗大垃圾」。

## 爭議

### 《髮帶少女》購入問題
東京都現代美術館開館前耗資618萬美元購入罗伊·利希滕斯坦的代表作《髮帶少女》。對此東京都議會有觀點稱「花稅金買一幅像漫畫一樣的畫實在欠妥」的意見，亦引發輿論話題。

### 財政問題
東京都現代美術館的總工程費耗資415億日元，其中軟弱地盤對策耗資105億日元。美術館在開館當初雖然實施了多個企劃展，但之後參觀人數逐漸減少，陷入虧損。美術館的預算也從1995年度的21.89億日元減少至2000年度的10.7億日元，此後更出現完全無法購買新藏品的事態。2002年5月8日，日本電視台會長氏家齊一郎就任館長。此後東京都美術館開始舉辦和日本電視台關係密切的吉卜力工作室的展覽，並成功吸引參觀者。但這也引發有違美術館的現代美術主旨、對日本電視台進行利益誘導的批評。

### 對石原知事發言的批評
2006年4月20日，在卡地亞當代藝術基金會特展的開幕式上，時任東京都知事石原慎太郎稱現代美術「虛無」「可笑」。對此法國報紙《費加羅報》、《解放報》介紹了石原知事在2004年稱法語「作為國際語言失格」的發言，並批評他是民粹主義者和國家主義者。

### 閉館謠言
在2013年4月號的《月刊畫廊》專欄「評論之眼」上，美術記者名古屋覺撰文稱東京都現代美術館已決定關閉。但《月刊畫廊》對此否定，稱這一文章是名古屋覺的愚人節玩笑。

## 外部連結
- 東京都現代美術館 （页面存档备份，存于）
- 財團法人東京都歷史文化財團 （页面存档备份，存于）